# Robbery Under Arms (film, 1907, MacMahon)
Robbery Under Arms byl australský němý film z roku 1907. Režisérem byl Charles MacMahon (1861–1917). Film je považován za ztracený.
Jedná se o první filmovou adaptaci románu Robbery Under Arms (1888) od Rolfa Boldrewooda (1826–1915).